# بيان الهوية التعاونية
بيان الهوية التعاونية (بالإنجليزية: Statement on the Co-operative Identity) هو بيان أصدره التحالف التعاوني الدولي، يحدد ويوجه التعاونيات في جميع أنحاء العالم. يحتوي على تعريف التعاونية كشكل خاص من حيث التنظيم، وقيم التعاونيات، والمبادئ التعاونية المقبولة حاليًا التي توجه سلوكها وعملها. تم اعتماد البيان الذي يحتوي على أحدث مراجعة لمبادئ التعاون من قبل المجلس الدولي للشراكة في عام 1995.
وفقًا للبيان، تم تعريف التعاونية على أنها: «رابطة مستقلة للأشخاص المتحدين طواعية لتلبية احتياجاتهم وتطلعاتهم الاقتصادية والاجتماعية والثقافية المشتركة من خلال مؤسسة مملوكة بشكل مشترك ويتم التحكم فيها بشكل ديمقراطي. التعاونيات تقوم على قيم المساعدة الذاتية، والمسؤولية الذاتية، والديمقراطية، والمساواة، والإنصاف والتضامن. وفي تقليد مؤسسي التعاونيات، يؤمن أعضاء التعاونيات بالقيم الأخلاقية المتمثلة في الصدق والانفتاح والتضامن والمسؤولية والعناية بالآخرين».